# Ardisia tuxtepecana
Ardisia tuxtepecana är en viveväxtart som beskrevs av Cyrus Longworth Lundell. Ardisia tuxtepecana ingår i släktet Ardisia och familjen viveväxter. Inga underarter finns listade i Catalogue of Life.